# Femdom

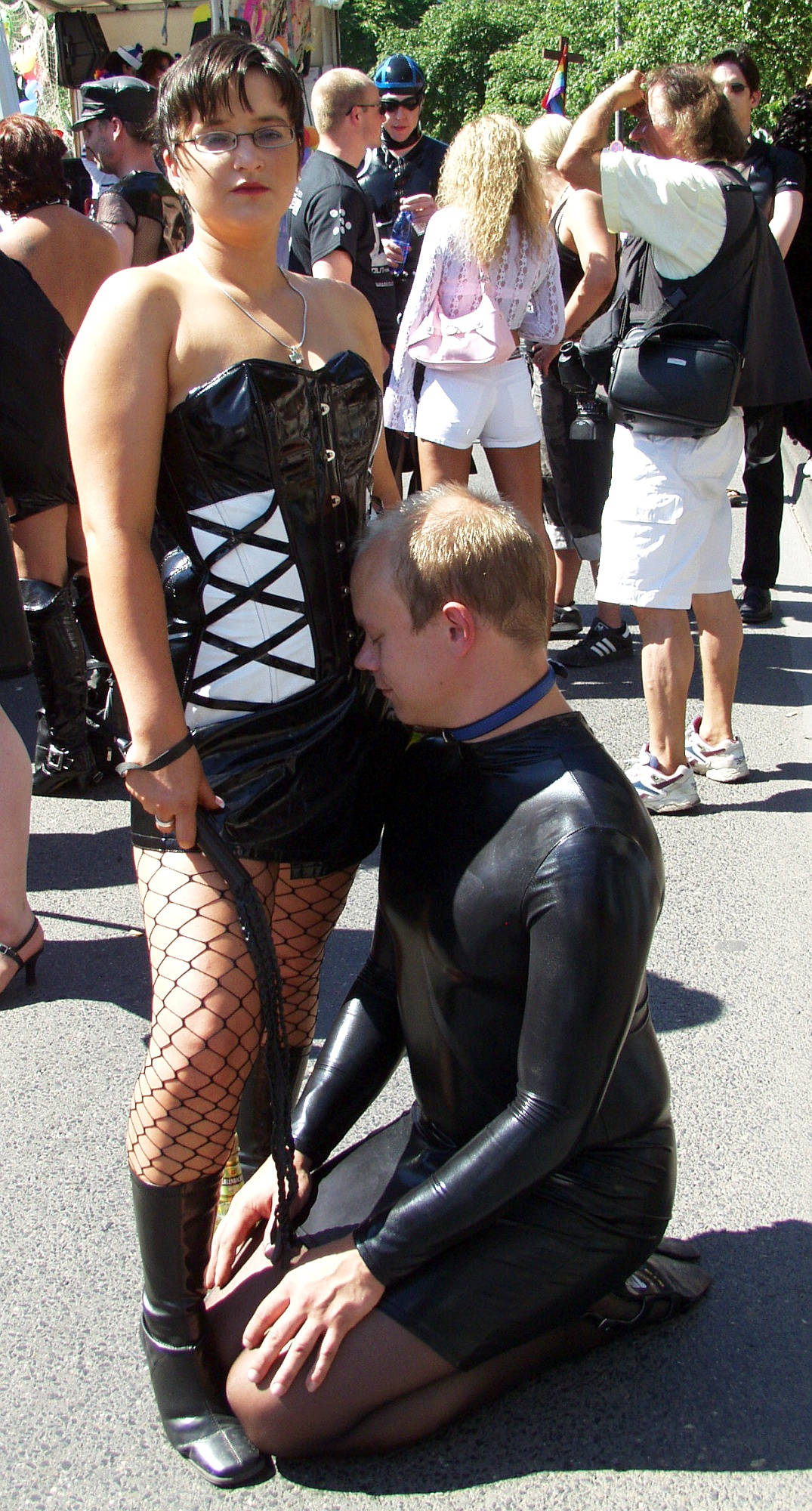
Ein Femdom-Paar auf dem CSD 2006 in Köln

Femdom ist ein Portmanteauwort für Female dominance (engl. für „weibliche Dominanz“) und bezeichnet Varianten des BDSM, in denen eine Frau die dominante Rolle einnimmt. In Anlehnung dazu nennt man die von Männern ausgeübte Dominanz Maledom (engl. male „Mann“ oder „männlich“). Die Wortherkunft ist nicht geklärt; es wird die Entstehung an der Ostküste der Vereinigten Staaten in den späten 1980er Jahren vermutet. In der Regel geht Femdom mit „safe, sane and consensual“ einher.

## Varianten
Innerhalb eines erotischen Rollenspiels oder einer definierten Beziehungsstruktur (vgl. EPE und TPE) unterwirft sich der Bottom innerhalb gewisser Zeiträume oder dauerhaft den Wünschen und der Kontrolle seiner aktiven Partnerin (Top). Diese Unterwerfung kann sich ausschließlich auf den sexuellen Bereich und die Wünsche der Top beziehen, es ist aber durchaus möglich, dass sich diese Kontrolle in andere Lebensbereiche erstreckt. Wie in allen Bereichen des BDSM liegt auch hier der Grundsatz der freiwilligen Unterwerfung zugrunde (SSC oder RACK).
In der BDSM-Szene wird die weibliche Top manchmal als „Domse“ oder „Dome“ bezeichnet, um sie von der Domina und damit kommerziellen Interessen abzugrenzen. Oft werden Anreden oder Titel verwendet, die das Machtgefälle zwischen Top und Bottom unterstreichen sollen, beispielsweise „Herrin“, „Mistress“ oder „Lady“, während der Bottom als „Sklave“, „Diener“ oder „Sub“ bezeichnet wird. Auch das Siezen der Top oder das Verwenden der 3. Person Singular ist verbreitet.

## Female Supremacy
Erstreckt sich die Kontrolle der Top über die sadomasochistischen Rollenspiele hinaus, wird diese Art des dauerhaft veränderten Rollenverständnisses als besondere Form des Femdom angesehen und als eigenständige Beziehungsform mit Female Supremacy, Female Superiority (engl., „weibliche Überlegenheit“) oder auch Female-led Relationship (engl., „weiblich dominierte Beziehung“) bezeichnet. Ein grundlegender Gedanke bei dieser Beziehungsart ist, die Umkehrung der patriarchalen Strukturen aufgrund einer angenommenen „natürlichen Überlegenheit der Frau“ innerhalb der Beziehung zu erreichen. Dabei ist es durchaus möglich, dass die typischen Praktiken des BDSM keinerlei Rolle spielen, sondern sich die Unterwerfung des Bottom im emotionalen und alltäglichen Bereich abspielt.
In Černá, Tschechien, hat das Other World Kingdom (engl., „Königreich der anderen Welt“) eine solche Umkehrung der gesellschaftlichen Strukturen im Rahmen einer privaten Umgebung, einer Art Fantasierepublik beziehungsweise Mikronation erschaffen.

## Praktiken

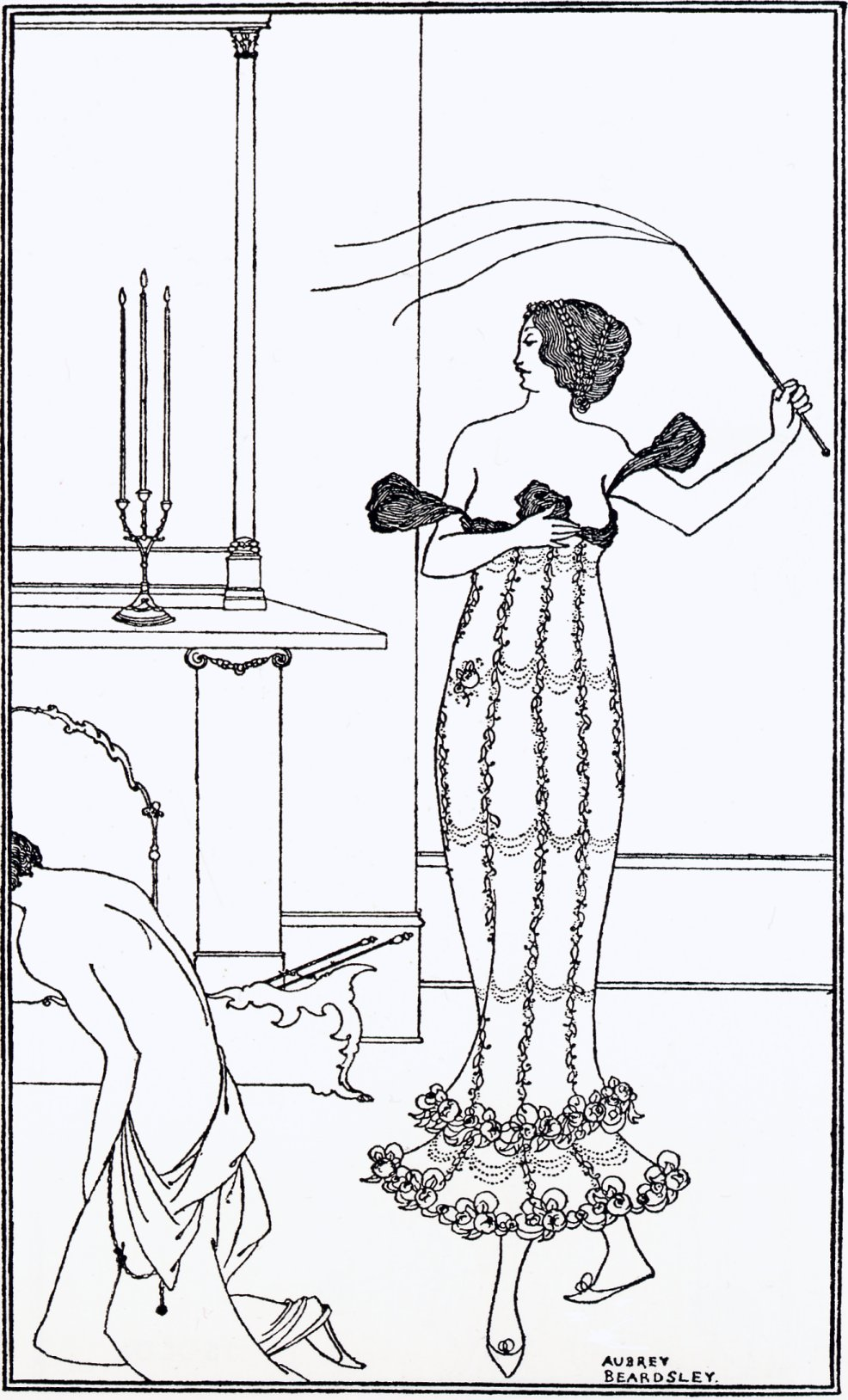
Beardsley: Der Club der Flagellanten in London, Frontispiz, 1895

Häufige Spielarten sind neben den im BDSM in allen Konstellationen verbreiteten Praktiken wie zum Beispiel Bondage, Erziehungsspiele oder Spanking insbesondere auch CBT, Facesitting, Feminisierung, Finanzielle Dominanz, Trampling und andere Bereiche des sexuellen Fetischismus. Insbesondere Reinigungsrituale wie zum Beispiel Bodenschrubben, Wäschewaschen oder Stiefelputzen durch den Mann werden oft praktiziert.
Inzwischen gibt es neben den für alle Spielarten offenen Veranstaltungen in der BDSM-Szene auch reine Play-Partys für dominante Frauen und ihre Begleiter, Stammtische (beziehungsweise Ableger von pansexuellen Stammtischen) nur für Frauen oder dominante Frauen und auch Internetcommunities, die sich überwiegend oder ausschließlich mit den Themen der weiblichen Dominanz auseinandersetzen.

## Vorkommen
Zwei Studien in den 1990er Jahren legen nahe, dass innerhalb der BDSM-Szene zwischen 11 und 28 % der dort aktiven Frauen dominant bzw. sadistisch veranlagt sind. Kunden von Dominas werden in den Massenmedien stereotypisch als unattraktive Entscheidungsträger im beruflichen Leben präsentiert. Vermutlich sind sie jedoch durchschnittlich attraktive Personen aus unterschiedlichen Berufspositionen, die sich durch eine besonders ausgeprägte Phantasie auszeichnen.

## Feminismus und Femdom
Anfang der 1980er Jahre begann im Laufe der zweiten Welle der Frauenbewegung die Diskussion innerhalb der unterschiedlich positionierten feministischen Gruppen über die weibliche Sexualmoral und insbesondere auch über die Beurteilung des Sadomasochismus zu eskalieren. Dies führte schließlich zu einer Polarisierung der Frauenbewegung und kennzeichnet den Beginn der „Third Wave“ (dritte Welle). Auf der einen Seite stehen die radikalen Feministinnen, die jedwede, auch die einvernehmliche Anwendung von sexueller Gewalt und deren Verbreitung in der Gesellschaft ablehnen (vgl. PorNO-Kampagne), auf der anderen Seite entwickelte sich der sexpositive Feminismus, der jede Art weiblicher Sexualität akzeptiert (vgl. Samois).
Innerhalb dieser und auch der in der dritten Welle geführten Diskussionen ist die Unterwerfung der Frau unter die sexuelle Dominanz des Mannes – je nach feministischer Position durch Gewalt, Rollenbild oder Einvernehmlichkeit – zentrales Thema der Auseinandersetzungen, während weibliche Dominanz und Sadismus kaum diskutiert oder bei radikalen Feministinnen wie Alice Schwarzer negiert wurden. Ein Zitat von Giesela Breiting aus PorNO. Opfer & Täter. Gegenwehr & Backlash. Verantwortung & Gesetz. beschreibt diese Ansicht: „Daß weibliche Gewaltphantasie gegenüber Männern erotisch bzw. sexuell intendiert sein soll … ist eine psychologische Unmöglichkeit“ und weiter „daß Frauen auf diese Weise sexuell erregt werden können, dürfte zudem kaum realistisch sein.“
Gayle Rubin, eine der wichtigsten Vertreterinnen der sex-positiven BDSM-Diskussion im Feminismus, fasst die Situation der Debatte in Thinking Sex: Notes for a Radical Theory of the Politics of Sexuality wie folgt zusammen: „… Es gab zwei Richtungen feministischen Gedankengutes zu dem Thema. Die eine kritisierte die Beschränkung des weiblichen Sexualverhaltens und verwies auf den hohen Preis für das sexuelle Aktivsein. Diese Tradition feministischer Gedanken zum Thema Sex forderte eine sexuelle Befreiung, die sowohl für Frauen als auch für Männer funktionieren sollte. Die zweite Richtung betrachtete die sexuelle Befreiung als inhärent bloße Ausweitung männlicher Vorrechte. In dieser Tradition schwingt der konservative antisexuelle Diskurs mit.“
Wiederholt wurde Kritik daran formuliert, dass die lesbischen Sadomasochistinnen die einzige Gruppe von Frauen sei, die von den Feministinnen nicht unterstützt wird, insbesondere der lesbische Teil der amerikanischen BDSM-Szene hat sich in dieser Diskussion eingebracht, beispielsweise in den Veröffentlichungen von Pat Califia in den USA. In späteren Jahren haben sich zunehmend auch heterosexuelle Frauen aus der sadomasochistischen Szene gegen die negative Beurteilung ihrer Sexualität gewandt; ein Beispiel dafür sind Bücher wie Lust an der Unterwerfung. Frauen bekennen sich zum Masochismus von Sina-Aline Geißler aus Deutschland.

## Femdom in Kunst, Literatur und Film
Bekannt für Verwendung von Femdom-Motiven in ihren Werken sind unter anderem Leopold Ritter von Sacher-Masoch mit dem wohl bekanntesten Roman zum Thema weiblicher Dominanz, Venus im Pelz. Bis heute vielfach neu aufgelegt und wiederholt indiziert wurden die autobiographischen Werke von Edith Cadivec, die 1924 im Wiener Sadistenprozess verurteilt wurde. Marion Zimmer Bradley verwendet Female-Supremacy-Motive in Die Frauen von Isis; Anne Rice verarbeitet sowohl Maledom als auch Femdom in hetero- und bisexueller Ausrichtung unter ihren Pseudonymen Anne Rampling mit Exit to Eden und A. N. Roquelaure mit der Dornröschen-Trilogie. 1993 beschreibt Terence Sellers ihre Erlebnisse aus einer sadistischen Sichtweise in Der korrekte Sadismus.
Eines der wichtigsten Motive des Zeichners Eric Stanton ist die weibliche Dominanz; ebenso beschäftigen sich Sardax und „Eneg“ (Gene Bilbrew) mit dieser Thematik. Hata Delhi verarbeitet das Motiv im Stil der 1920er Jahre, während Bill Ward dominante Frauen stilistisch oft als Pin-up darstellt. Andere, wie Namio Harukawa, haben sich besonders bestimmten Praktiken wie dem Facesitting verschrieben. Das Femdom-Thema wurde auch von Fotografen aufgegriffen, oft kombiniert mit typisch weiblichen Accessoires und Rollenspiel- beziehungsweise Fetischequipment, beispielsweise Korsetts, High Heels oder auch Kostümen ähnlich einer Gouvernante, in neuerer Zeit auch mit Cosplay-Ästhetik.
Ein bekannter Film zu diesem Thema ist Die flambierte Frau mit Gudrun Landgrebe. In Verfolgt wurde mit Maren Kroymann eine außergewöhnliche Femdom-Geschichte verfilmt. In der Serie Raumschiff Enterprise: Das nächste Jahrhundert sind die Betazoiden, denen die Schiffsberaterin Deanna Troi (Marina Sirtis) angehört, eine Rasse, in der die Frauen den Männern überlegen sind.
Musikstücke, die sich auf das Motiv Femdom beziehen, sind zum Beispiel Bitte, Bitte von den Ärzten, Schwarze Witwe von Eisbrecher oder auch I Wanna Be Your Slave von Demented Are Go, in dem das gesamte Spektrum der Femdom genannt wird. Ebenso hat Madonna das Thema in der Bühnenshow ihrer Confessions-Tour verarbeitet.